# プリシラ・チャン
プリシラ・チャン（Priscilla Chan、中国名：陳 慧嫻、1965年7月28日 - ）は、香港出身の女性歌手である。
アメリカ、ニューヨーク州のシラキューズ大学卒業。
父親は元香港入境事務處助理處長の陳澄波。
過去ポリグラム、シネポリー・レコード、ユニバーサルミュージック、インターナショナル・エンタテインメントなどに所属。日本においても、1985年1月に日本フォノグラムから日本語アルバム『千年恋人、少女雑誌』とミニアルバム『千年恋人』をリリースした。

## 音楽作品

### アルバム
- 1984年 1月：少女雑誌
- 1984年 8月：故事的感覚
- 1985年 1月：千年恋人（日本語EP）
- 1985年 9月：陳慧嫻
- 1986年 5月：反叛
- 1986年：跳舞街 （オレンジ色33転remix EP）
- 1987年 2月：変変変
- 1987年 7月：Remix + 精選
- 1988年 1月：嫻情
- 1988年 9月：傻女（北京語アルバム）
- 1988年 10月：秋色
- 1989年 7月：永遠是你的朋友
- 1989年：千千闕歌CDV
- 1989年：夜機CDV
- 1989年：陳慧嫻幾時再見演唱會89
- 1991年 3月25日： プリシラ・チャン / ザ・ベスト・オブ・プリシラ・チャン
- 1991年 5月：Get Up And Dance
- 1992年 3月：帰来吧
- 1993年 10月：あなたのそばにいつも
- 1994年 10月：今天的愛人是誰
- 1995年 2月：ウェルカム・バック
- 1995年 11月：夢の中で
- 1996年 2月：心満意足
- 1996年 3月：96雪映美白演唱會
- 1996年 11月：問題女人
- 1997年 3月：心就要飛了（普通語版）
- 1997年 5月：慧嫻.港楽奇妙旅程
- 1998年 5月：愛恋2000小時
- 1999年 5月：正視愛
- 1999年 8月：正視愛（普通語版）
- 2000年 9月：為你好
- 2003年 8月：情意結
- 2003年 10月：陳慧嫻珍演唱會2003
- 2006年 6月：陳慧嫻Remix (3インチCD限量版)
- 2008年 4月：陳慧嫻活出生命II演唱會
- 2014年 4月：By Heart
- 2014年 8月：Back To Priscilla 30th anniversary concert 2014 Live
- 2015年 11月：Evolve

### コンサート
- 1988年： 広州天河コンサート
- 1989年： 幾時再見コンサート（28/8–2/9）
- 1995年： 帰来吧コンサート
- 1996年： 雪映美白コンサート
- 1997年： HKPO奇妙旅程コンサート
- 1997年： オーストラリア・メルボルンコンサート
- 1998年： 叱吒903拉闊音樂會 - 陳慧嫻+蘇永康
- 1998年： Mini Corcert（ジェイド・ソリッド・ゴールド）
- 1998年： 愛恋二千小時コンサート
- 1998年： 帰来吧 広州天河コンサート
- 1998年： アメリカ・ラスベガスコンサート
- 2000年： マレーシア・ゲンティンコンサート
- 2003年： 「珍」コンサート（4–5/7）
- 2004年： アメリカ・コネチカット州コンサート
- 2004年： カナダコンサート・ツアー
- 2005年： 家橋騒社慈善金曲コンサート
- 2006年： アメリカ・アトランティックシティコンサート
- 2008年： 活出生命IIコンサート2008（8–9/2）
- 2008年： 巡回奇妙世界コンサート 上海
- 2009年： 巡回奇妙世界コンサート トロント
- 2009年： 巡回奇妙世界コンサート サンディエゴ
- 2009年： 巡回奇妙世界コンサート コネチカット
- 2010年： 激情盛放アジア(ASIA)巡回コンサート 広州
- 2010年： 激情盛放アジア(ASIA)巡回コンサート 佛山
- 2010年： 激情盛放アジア(ASIA)巡回コンサート マカオ
- 2010年： 激情盛放アジア(ASIA)巡回コンサート 成都市
- 2011年： 激情盛放アジア(ASIA)巡回コンサート 重慶市
- 2012年： 陳慧嫻天后歸來吧•嫻情雪飛花南寧演唱會（18/8）
- 2012年： 陳慧嫻天后歸來吧•嫻情雪飛花廣州演唱會（24/11）
- 2014年：Back to Priscilla 陳慧嫻30週年演唱會（19/6-21/6）
- 2015年：Back to Priscilla 陳慧嫻30週年演唱會 東莞（31/1)
- 2015年：Back to Priscilla 陳慧嫻30週年演唱會 ゲンティンハイランド（11/7)
- 2015年：Back to Priscilla 陳慧嫻30週年演唱會 南寧市 (18/7)
- 2015年：Back to Priscilla 陳慧嫻30週年演唱會 マカオ (5/9)
- 2015年：Back to Priscilla 陳慧嫻30週年演唱會 上海 (5/12)
- 2016年：Priscilla-ism 演唱會(4/3-7/3)
- 2016年：Priscilla-ism 演唱會 広州(7/5)
- 2016年：Priscilla-ism 演唱會 上海(30/9)
- 2017年：Priscilla-ism 演唱會 深圳(10/6)
- 2017年：Priscilla-ism 演唱會 澳門(1/7)
- 2017年：Priscilla-ism 演唱會 東莞(12/8)
- 2017年：Priscilla-ism 演唱會 リノ(1/7)
- 2017年：Priscilla-ism 演唱會 武漢(16/12)
- 2018年：Priscilla-ism 演唱會 重慶(17/3)
- 2018年：Priscilla-ism 演唱會 佛山(21/4)
- 2018年：Priscilla-ism 演唱會 南京(30/6)
- 2018年：Priscilla-ism 演唱會 成都(18/8)
- 2018年：Priscilla-ism 演唱會 北京(1/9)
- 2018年：Priscilla-ism 演唱會 深圳(Encore)(27/10)

## 出演作品

### 映画
- 1985年：痴心的我 - プリシラ（本人） 役
- 1988年：風の谷のナウシカ（広東語吹き替え版） - ナウシカ 役

## 映画などの主題歌
- 1997年：依然是你（普通語版：生死相許） - 『小倩』（アニメ映画）。レオン・ライとのデュエット。
- 1998年：因你才有這一天 - 香港電影金像奨（香港映画賞）
- 2003年：Yesterday was a lie - 『驚心動魄』